# Werner Kappler
Werner Kappler (* 28. Dezember 1902 in Düren; † September 1944 bei Aachen) war ein deutscher Klassischer Philologe.

## Leben
Werner Kappler studierte Klassische Philologie, Theologie, Archäologie, Alte Geschichte und Semitistik an den Universitäten zu Heidelberg, Berlin und Göttingen. 1928 wurde er bei Max Pohlenz und Alfred Rahlfs mit einer Studie über die Makkabäerbücher promoviert. Die Schriften des Alten und Neuen Testaments bildeten seitdem das Zentrum seiner Forschungsarbeit.
Nach dem Studium arbeitete Kappler in der Kirchenväterkommission der Preußischen Akademie der Wissenschaften an der Athanasius-Ausgabe mit. Während seines Aufenthaltes in Berlin nahm er an der sonnabendlichen Graeca bei Ulrich von Wilamowitz-Moellendorff teil. Im August 1931 wurde er aufgrund seiner Qualifikationen zum zweiten Leiter des Septuaginta-Unternehmens der Göttinger Akademie ernannt. 1934 stieg er als Nachfolger von Alfred Rahlfs zum ersten Leiter auf.
Im Sommersemester 1936 reichte Kappler seine Edition des ersten Makkabäerbuchs als Habilitationsschrift bei der Philosophischen Fakultät der Universität Göttingen ein. Nach dem Habilitationskolloquium im Juni besuchte er bis August 1936 das obligatorische NSDDB-Dozentenlager auf Schloss Tännich.
Kappler wurde am 15. Juli 1936 zum Dr. phil. habil. ernannt. Er erhielt jedoch nicht die venia legendi, was nach damaligem Hochschulgesetz möglich war. Daraufhin bemühte sich Kappler, die Lehrbefugnis nachträglich zu bekommen. Bei der Fakultätssitzung Ende Oktober 1936 sprachen sich der Germanist Friedrich Neumann und der Ethnologe und Dekan Hans Plischke, zwei erklärte Nationalsozialisten, gegen die Erteilung der Lehrbefugnis aus. Sie befanden Kapplers Forschungsgebiet (Altes Testament) zu beschränkt und empfahlen dem Ministerium, ihm statt der Lehrbefugnis einen begrenzten Lehrauftrag zu erteilen. Ab Anfang 1937 wurde Kappler eine jährliche Vergütung seines Lehrauftrags mit 2500 Mark gewährt.
Kappler bemühte sich weiterhin um die venia legendi. im Wintersemester 1937/1938 vertrat er den Lehrstuhl seines Lehrers Pohlenz, wofür er eine einmalige Vergütung erhielt. Im April 1938 fand ein Ergänzungskolloquium statt, in dessen Folge der Dekan Walther Hinz und der Rektor Otto Sommer die Erteilung der Lehrbefugnis für Kappler beantragten. Am 28. November 1938 gab das Ministerium dem Antrag statt.
Kappler lehrte erst ein Jahr als Universitätsdozent „für Klassische Philologie, besonders griechisch-römische Historiographie und hellenistische Philosophie“, als im September 1939 der Zweite Weltkrieg ausbrach. Er wurde zum Militärdienst eingezogen. Von Dezember 1940 bis September 1941 war er beurlaubt und konnte seine Lehrtätigkeit in Göttingen fortsetzen. Im September 1944 starb er an der Westfront bei einem Dienstunfall.
Die von Kappler begonnene Ausgabe der Makkabäerbücher an der Göttinger Akademie der Wissenschaften wurde in den 50er Jahren von Robert Hanhart abgeschlossen.